# Толстоножка когтеногая
Толстоножка когтеногая, или шипоножка обыкновенная (лат. Dilophus febrilis) — вид двукрылых насекомых рода Dilophus из семейства Bibionidae. Европа, Закавказье, Средняя Азия.

## Описание
Мелкие двукрылые насекомые. Длина тела от 3,5 до 5 мм. Основная окраска тела чёрная (крылья самок также черноватые). На передних голенях шипы развиты только в верхней и средней частях, причём посередине есть 4 шипа (расположены как 3+1). Личинки развиваются в гниющей трухе, в основном поедают корни растений и иногда могут нанести значительный ущерб лугам, газонам, футбольным полям; имаго питаются нектаром на цветах и весеннее поколение может быть опылителем некоторых растений. Вид был впервые описан в 1758 году шведским натуралистом Карлом Линнеем в составе рода Tipula.

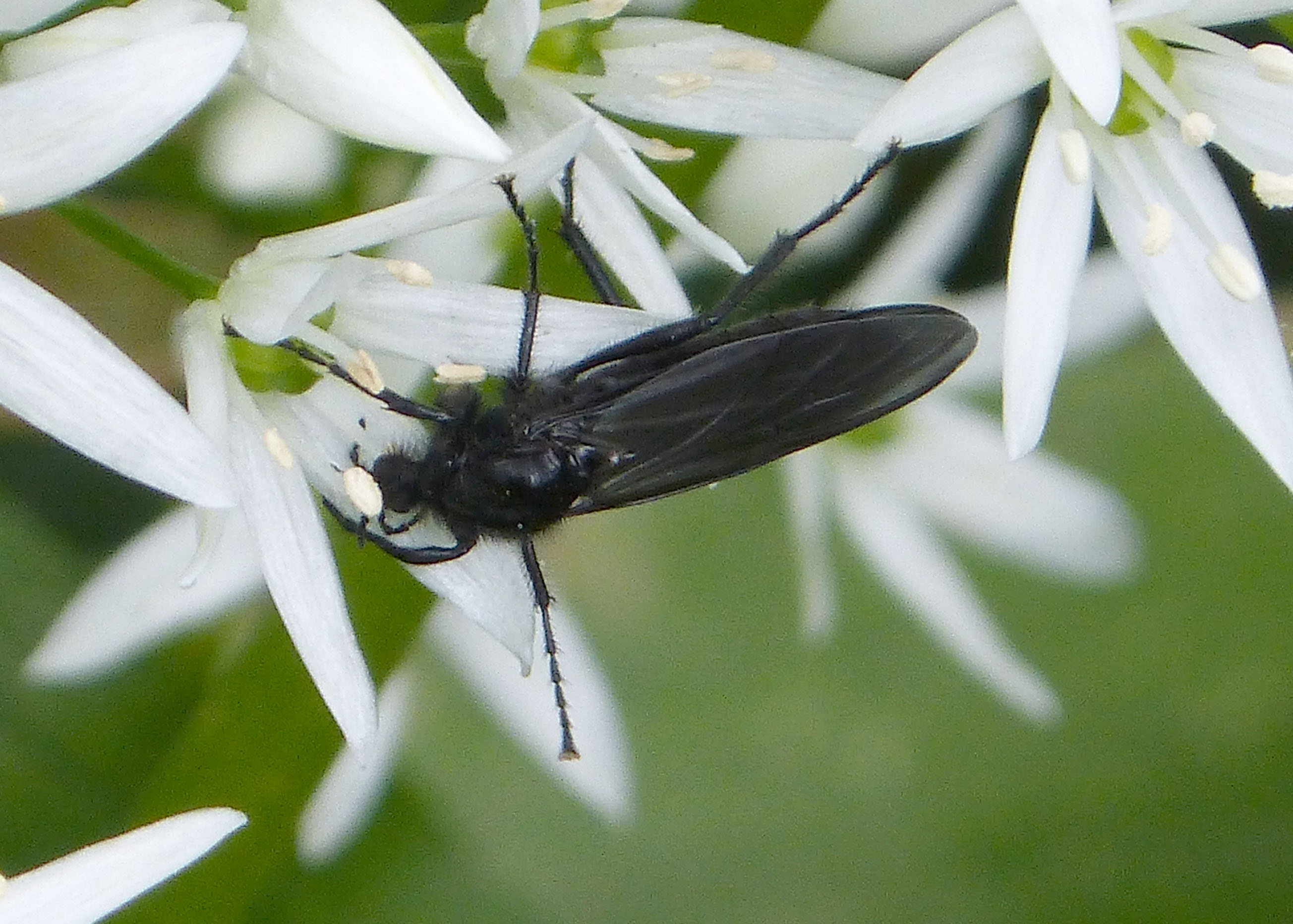